# Las Vegas Roulette
Las Vegas Roulette (Roulette sur l'écran titre) est un jeu vidéo développé par APh Technological Consulting,  édité par Mattel Electronics, sorti en 1980 sur la console Intellivision,.

## Système de jeu

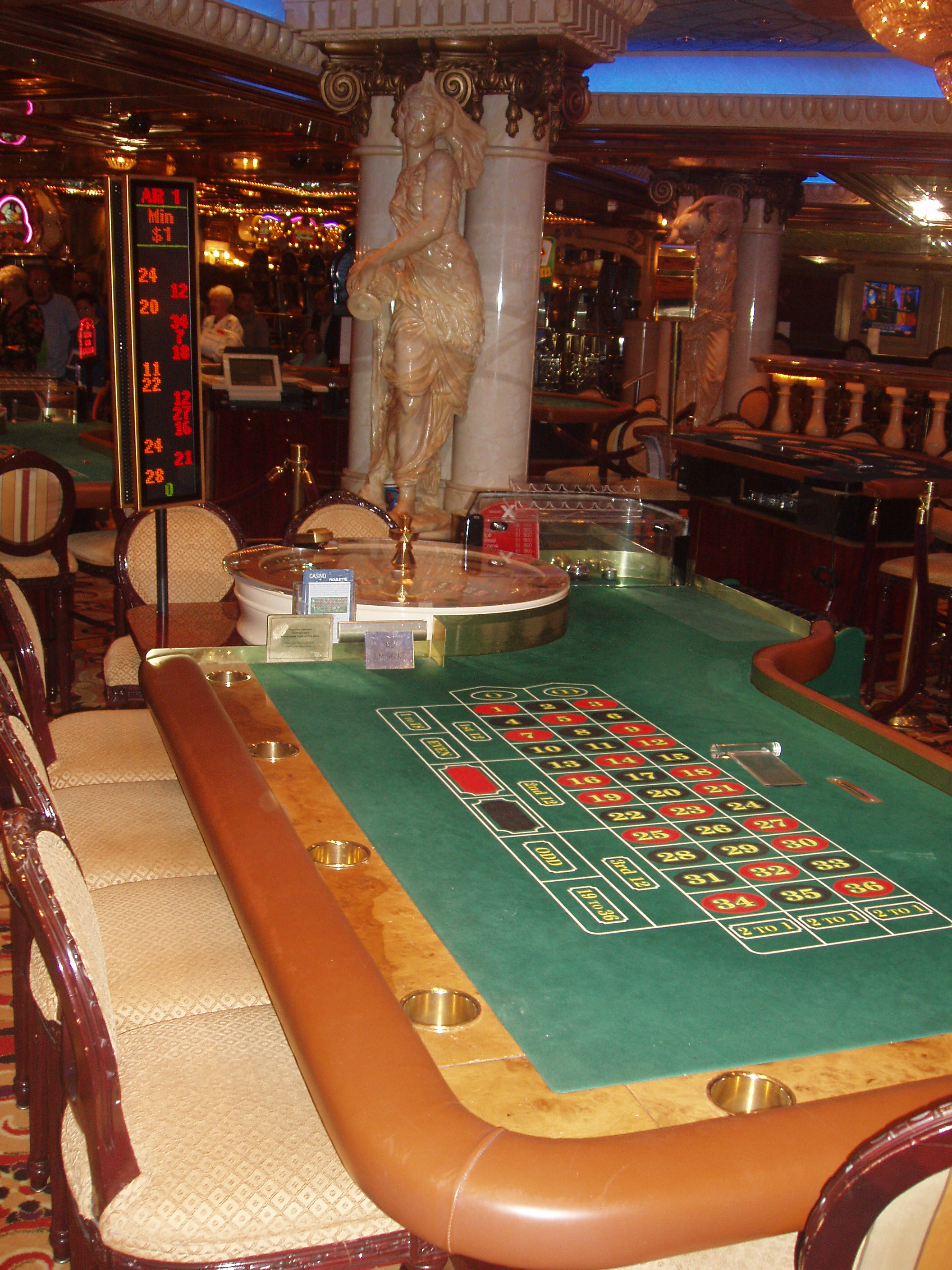
Table de roulette américaine.

Il s'agit d'un simulateur du jeu de hasard éponyme. L'écran consiste en un tapis vert représentant une table de roulette américaine, divisé en 38 cases numérotées (0, 00, et de 1 à 36). Il existe également des cases représentant les paris manque (1 à 18) et passe (19 à 36), pair ou impair, par couleur, par douzaine, par colonne.

## Développement
Le jeu est développé par APh Technological Consulting pour Mattel Electronics. La programmation y est assurée par Walter Bright, et John Brooks,. Les illustrations du packaging sont de Jerrol Richardson.
Comme dans Poker & Blackjack, le compteur des gains des joueurs est limité à 9 999 dollars.
Dans les premières éditions de la notice d'utilisation, il est fait référence au jeu sous l'appellation Las Vegas Roulette & Slots, ce qui laisse penser qu'il avait été envisagé d'intégrer à la cartouche une simulation de machine à sous comme deuxième jeu. Un prototype intitulé Vegas II, découvert en 2021, semble confirmer cette hypothèse.

## Héritage
Las Vegas Roulette fait partie des jeux intégrés dans la console Intellivision Flashback, sortie en 2014.